# Diamantschildkröte
Die Diamantschildkröte (Malaclemys terrapin) ist eine mittelgroße Wasserschildkröte aus der Familie der Neuwelt-Sumpfschildkröten, die in Nordamerika die Küstenregion von Cape Cod, Massachusetts, im Norden bis nach Corpus Christi, Texas, besiedelt. Anders als andere im Wasser lebende Schildkröten, die entweder ausschließlich in Süßwasser oder in Meereswasser vorkommen, ist diese Art an ein Leben in Salzmarschen sowie Flussmündungen und Mangrovensümpfen angepasst und toleriert einen schwankenden Salzgehalt des sie umgebenden Wassers. Die Diamantschildkröte bevorzugt Brackwasser, kommt jedoch auch in Süßwasser oder Meeresgewässern vor.
Noch im 18. Jahrhundert war diese Schildkrötenart so zahlreich, dass sie in einigen Küstenregionen der USA ein preisgünstiges Grundnahrungsmittel war. Heute gelten einige der insgesamt sieben Unterarten als stark bedroht. Zu dem Bestandsrückgang haben neben der Fischerei unter anderem Habitatverluste sowie eine vermehrte Nachstellung durch zum Teil eingeführte Fressfeinde beigetragen.

## Erscheinungsbild

### Größe und sekundäre Geschlechtsmerkmale

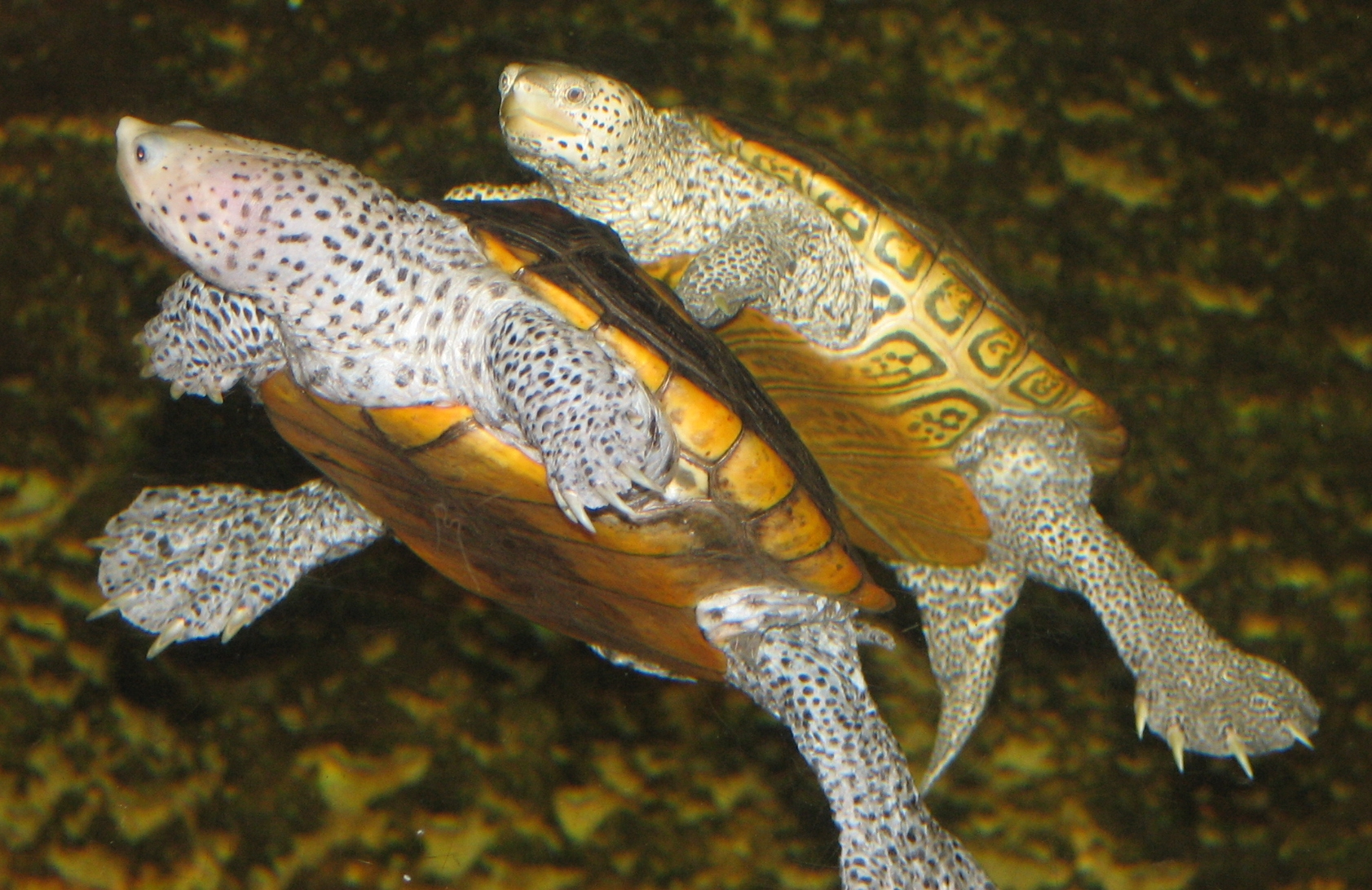
Zwei Diamantschildkröten von der Seite

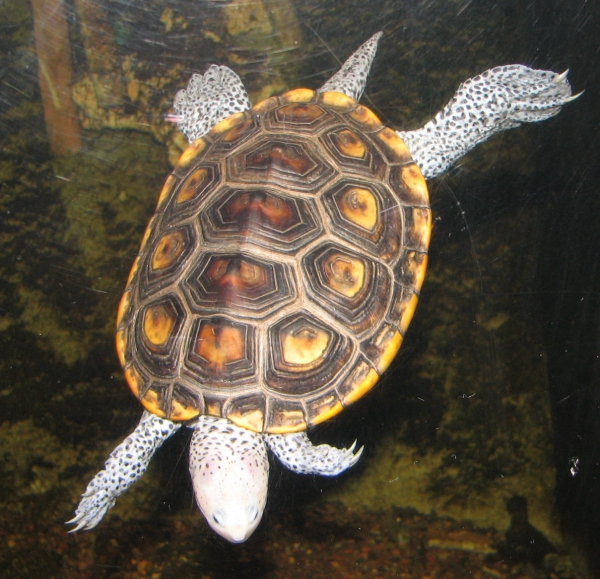
Diamantschildkröte von oben – Deutlich zu erkennen sind die Schwimmhäute zwischen den Krallen

Diamantschildkröten sind mittelgroße Schildkröten; Panzerlänge und Körpergewicht variieren in Abhängigkeit vom Geschlecht und von der jeweiligen Unterart.
Die durchschnittliche Länge des Brustpanzers beträgt bei männlichen Schildkröten bei Erreichen der Geschlechtsreife zehn Zentimeter. Sie wiegen dann etwa dreihundert Gramm. Bei der an der texanischen Küste lebenden Unterart der Texas-Diamantschildkröte beträgt die durchschnittliche Brustpanzerlänge der Männchen bei Erreichen der Geschlechtsreife dagegen 12,6 Zentimeter, die größten männlichen Individuen weisen Brustpanzerlängen von 15,3 Zentimeter auf.
Die Weibchen der Diamantschildkröte werden deutlich größer und schwerer. Panzerlängen von 16 Zentimeter stellen bei ihnen den Durchschnitt dar. Sie wiegen dann etwa ein Kilogramm. Bei sehr großen Weibchen der Nördlichen Diamantschildkröte, wie man sie beispielsweise vor der Küste von Rhode Island gefunden hat, beträgt die Panzerlänge bis zu 22,5 Zentimeter.
Ausgewachsene Weibchen haben größere Köpfe sowie einen kürzeren und schmäleren Schwanz als Männchen. Bei ausgestrecktem Schwanz liegt die Kloake bei Männchen deutlich außerhalb des vom Panzer geschützten Körperbereiches. Bei den Weibchen befindet sich die Ausscheidungsöffnung weiter vorne in der Schwanzwurzel, also näher am Panzerrand. Bei frisch geschlüpften und bei jungen Diamantschildkröten sind diese sekundären Geschlechtsunterschiede noch nicht ausgeprägt. Bei diesen ist die Bestimmung des Geschlechts durch äußere Merkmale nicht möglich.

### Der Panzer
Zu den spezifischen Merkmalen der Diamantschildkröte gehört, dass sich die Hornschilde nicht überlappen. Auf den Rückenschilden befindet sich ein dunkles, meist ringförmiges Muster. Es wird durch die Ablagerung von Pigmenten während der Wachstumsphasen gebildet. Bei jungen Schildkröten kann auf diese Weise das Alter bestimmt werden.
Der über den Panzer verlaufende Rückenkiel ist bei vielen Individuen glatt und kaum auffallend. Bei jungen Schildkröten sowie bei einigen Unterarten ist dieser Kiel kräftiger ausgeprägt und gelegentlich sogar etwas höckrig. Die Grundfarbe des Panzers ist sehr variabel und reicht von einem hellen Ockerton über Graugrün oder Olivgrün bis zu Rotbraun und fast schwarz. Der Brustpanzer ist deutlich heller als der Rückenpanzer. Seine Farbe reicht von einem hellen Weißgelb bis zu einem kräftigen Orange.

### Übrige Merkmale
Die Hinterbeine der Diamantschildkröte sind deutlich größer und kräftiger als die Vorderbeine. Zwischen den langen und scharfen Krallen befinden sich Schwimmhäute. Die kräftige Schnauze ist meist von heller, fast weißer Farbe. Bei einigen Unterarten sind die Extremitäten sowie Hals und Kopf schwarz gepunktet, bei anderen Unterarten dagegen ohne irgendwelche Verfärbungen.

## Verbreitung und Unterarten
Diamantschildkröten kommen von der Atlantikküste bei Cape Cod, Massachusetts über die Chesapeake Bay und die Florida Keys bis nach Corpus Christi, Texas, im Golf von Mexiko vor. Das Verbreitungsgebiet reicht damit von der gemäßigten Klimazone bis in die Subtropen. Die 320 Kilometer lange Chesapeake Bay mit ihrer buchtenreichen Küstenlinie gilt als der Verbreitungsschwerpunkt dieser Schildkrötenart. Besiedelt werden jeweils die von den Gezeiten beeinflussten Marschgebiete und Flussmündungen entlang dieses Küstenstreifens. Heute sind die Verbreitungsgebiete disjunkt. Einzelne Unterarten finden sich nur noch an wenigen Stellen.

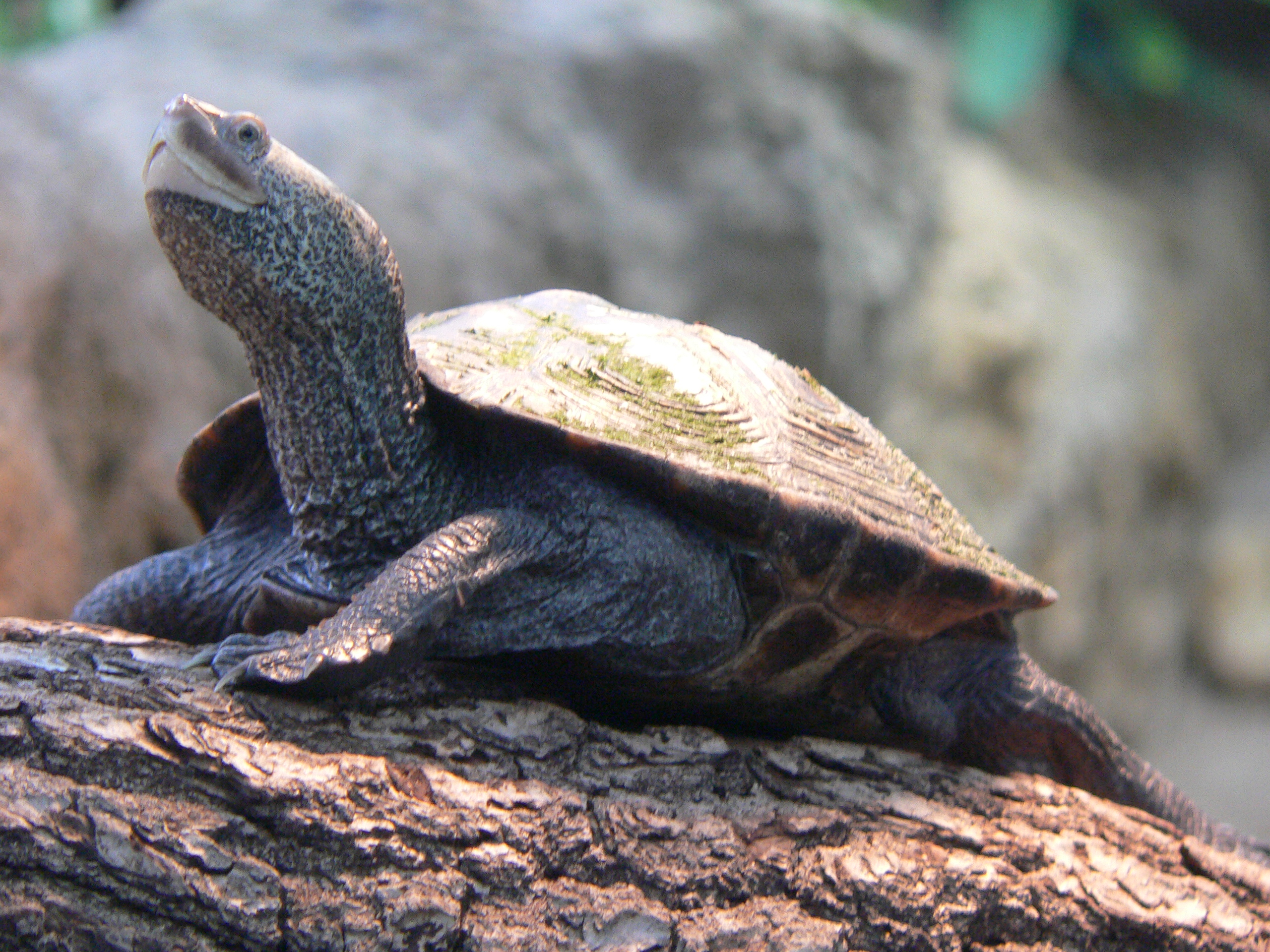
Diamantschildkröte

Untersuchungen weisen auf eine hohe Ortstreue der Diamantschildkröten hin. Bei seit den 1980er-Jahren laufenden Studien, bei denen die Schildkröten individuell markiert werden, findet man sie überwiegend in derselben Küstenbucht wieder. Nur ein sehr geringer Anteil der Population wird in größerer Distanz vom ersten Fundort wieder aufgegriffen. Eine solche Ortstreue bedeutet, dass die Wahrscheinlichkeit gering ist, dass sich Diamantschildkröten auf natürlichem Wege wieder in den Küstenregionen ansiedeln, in denen zuvor ihre Population erloschen ist.
Bei Diamantschildkröten werden derzeit sieben verschiedene Unterarten unterschieden. Genetische Untersuchungen lassen darauf schließen, dass die an den Küsten Floridas vorkommenden drei Unterarten alle sehr eng miteinander verwandt sind. Weitergehende Untersuchungen können dazu führen, dass zukünftig eine geringere Anzahl von Unterarten unterschieden werden wird.
- Die Nördliche Diamantschildkröte (Malaclemys terrapin terrapin) stellt die Nominatform dieser Schildkrötenart dar. Ihr Verbreitungsgebiet reicht von Cape Cod in Massachusetts bis nach Cape Hatteras in North Carolina. Der Längskiel des Panzers ist glatt. Der Grundton des Rückenpanzers reicht von schwarz bis zu einem leichten Braun oder Oliv. Die Muster auf den einzelnen Hornschilden sind deutlich zu erkennen. Der Brustpanzer ist von gelber, oranger oder grünlich-grauer Farbe.
- Das Verbreitungsgebiet der Carolina-Diamantschildkröte (Malaclemys terrapin centrata) reicht von Cape Hatteras bis zur Küste Nordfloridas. Bei dieser Schildkrötenart fehlen Höcker auf dem Längskiel.
- Die Texas-Diamantschildkröte (Malaclemys terrapin littoralis) kommt von der Westküste Louisianas bis zur Westküste Texas vor. Der Längskiel weist in Richtung des Schwanzes leichte Höcker auf. Der Brustpanzer sowie die Kopfoberseite sind von heller Farbe.
- Die Pfauenaugen-Diamantschildkröte (Malaclemys terrapin macrospilota) lebt an der Westküste Floridas. Bei ihr weist der Längskiel spitze Höcker auf. Die Hornschilde sind in ihrer jeweiligen Mitte von gelber bis oranger Farbe.
- Die Mississippi-Diamantschildkröte (Malaclemys terrapin pileata) kommt von der Golfküste Floridas bis zur Westküste Louisianas vor. Auch bei dieser Unterart weist der Längskiel nur am Ende Höcker auf. Der Brustpanzer ist gelb. Die Oberseite von Kopf, Hals und Beinen ist dunkelbraun bis schwarz.
- Das Verbreitungsgebiet der Mangroven-Diamantschildkröte (Malaclemys terrapin rhizophorarum) sind die Florida-Keys. Der Längskiel ist stark höckrig. Der Panzer hat eine längliche Form. Der Grundton des Rückenpanzers ist braun oder schwarz. Am Hals und den vorderen Extremitäten befinden sich keine Markierungen.
- Die Miami-Diamantschildkröte (Malaclemys terrapin tequesta) kommt an Floridas Ostküste vor. Im hinteren Bereich weist der Längskiel Höcker auf. Die Hornschilde sind in ihrem Zentrum hell.

## Lebensraum

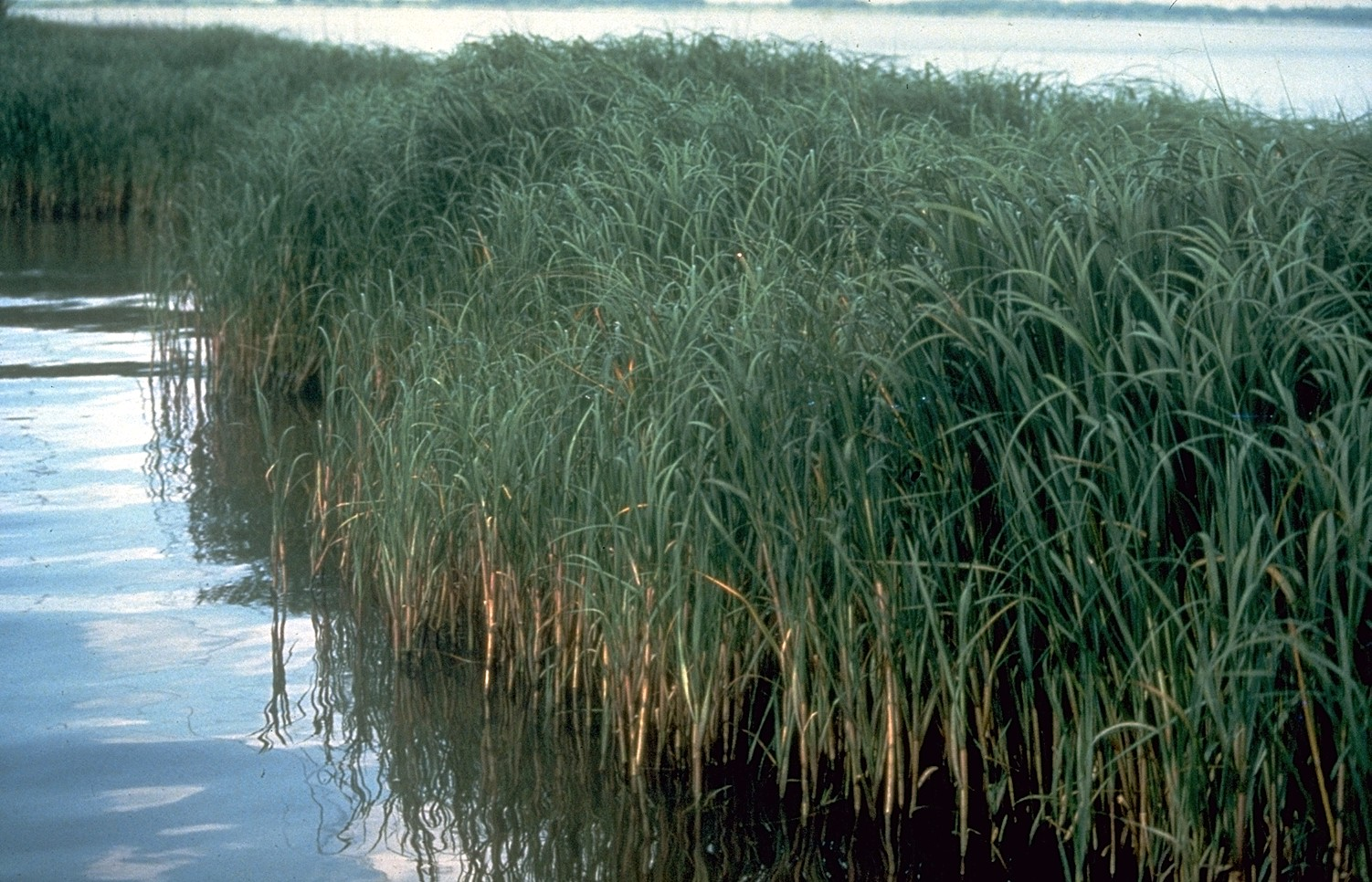
Schlickgräser zählen zu den Pflanzen, die häufig in Salzmarschen zu finden sind

Der präferierte Lebensraum von Diamantschildkröten sind Salzmarschen sowie weite, von Gezeiten beeinflusste Flussmündungen und in Florida auch Mangrovengebiete. Salzmarschen bilden sich, wo Sandbänke, Halbinseln oder Inselketten der Küste vorgelagert sind. Der Wasserstand ist niedrig, das mit der Flut herangeführte Meerwasser überspült zweimal täglich diese Marschen. Nach heftigen Regenfällen kann die Salinität der Salzmarsch so stark absinken, dass sie mit 15 ppt nur noch halb so hoch ist wie die von Meereswasser. An heißen und sonnigen Tagen ist es dagegen möglich, dass während der Ebbe so viel Wasser verdunstet, dass die Salinität auf 60 ppt ansteigt und damit doppelt so hoch ist wie die von Meerwasser. Der Bewuchs der Salzmarschen besteht überwiegend aus salztoleranten Pflanzen aus der Gattung der Schlickgräser. Dazwischen befinden sich andere salztolerante Pflanzen aus den Gattungen Distichlis, Binsen, Iva, Queller, Strandflieder, Astern und Goldruten.
Salzmarschen liegen häufig in der Nähe von Flussmündungen. Bedingt durch die Gezeiten schwanken auch in weitläufigen Flussmündungen sowohl der Wasserstand, die Temperatur als auch die Salinität des Wassers. Die Mangrovengebiete, die die Diamantschildkröte in Florida besiedelt, sind ähnlichen Schwankungen ausgesetzt.
Diamantschildkröten haben sich an diesen schwankenden Salzgehalt angepasst und sich damit einen nahrungsreichen Lebensraum erschlossen, in dem keine andere Schildkrötenart und nur wenige andere Reptilien mit ihnen um Nahrung konkurrieren. Der Naturwissenschaftler Ronald Orenstein bezeichnet die Diamantschildkröte daher als Habitatspezialist. Da die Diamantschildkröte anders als Meeresschildkröten auf Süßwasser als Trinkwasser angewiesen ist, muss ihr Lebensraum allerdings einen ausreichenden und verhältnismäßig regelmäßigen Regenfall aufweisen.
Untersuchungen in einer Salzmarsch in Connecticut zeigten, dass dort die Bestandsdichte von Diamantschildkröten nicht mit der Verfügbarkeit von Nahrung korrelierte. Andere Faktoren wie die Höhe der Flut und die Dichte des Pflanzenbewuchses scheinen einen wichtigeren Einfluss darauf zu haben, ob ein bestimmtes Gebiet einen idealen Lebensraum für die Diamantschildkröten darstellt. Eine andere Studie aus den 1980er-Jahren legt nahe, dass erst die Verfügbarkeit von geeigneten Nistgelegenheiten bestimmt, ob eine spezifische Region für die Besiedlung durch Diamantschildkröten geeignet ist.

## Nahrung

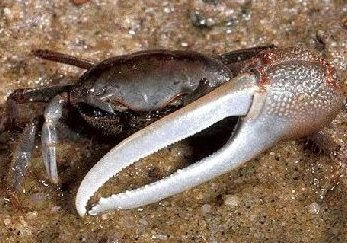
Diamantschildkröten fressen unter anderem Winkerkrabben

Diamantschildkröten fressen Krabben der Gattungen Winkerkrabben, Callinectus und Carcinus, verschiedene Schneckenarten, Fische, Muscheln sowie Würmer, Insekten und Aas. Sie nehmen nur dann Nahrung auf, wenn sie sich im Wasser befinden. Diamantschildkröten sind daher vor allem dann auf Nahrungssuche, wenn die Flut die Marschen überspült. Die Verdauungsgeschwindigkeit ist insgesamt sehr langsam und temperaturabhängig.
Panzer und Schalen ihrer Nahrung knacken Diamantschildkröten mit ihren kräftigen, aber zahnlosen Kiefern. Große Beute wird mit den Krallen der Vorderbeine auseinandergerissen. Fische werden nur gelegentlich gefressen, da deren Schwimmgeschwindigkeit in der Regel zu groß ist, als dass Diamantschildkröten sie erjagen können. Der Anteil von Fisch an der Gesamtnahrung steigt jedoch, wenn beispielsweise Fischarten wie Menidia menidia in großer Zahl beispielsweise zum Ablaichen in die Flussmündungen zurückkehren und durch den Laichakt so geschwächt sind, dass sie für die Schildkröten fangbar sind. Krabben sind eine Beute, die sich mit ihren Scheren den Nachstellversuchen der Schildkröten erwehren und den Schildkröten dabei ernsthafte Verletzungen zufügen können. Diamantschildkröten beißen daher häufig größeren Krabben nur eines der Hinterbeine ab.
Vom Verbreitungsgebiet hängt es ab, welche Beute den größten Bestandteil des Nahrungsspektrums ausmacht. An der Küste von Virginia präferieren Diamantschildkröten die an Salzpflanzen lebende, hartschalige Schneckenart Nassarius obsoletus. An der Küste von North Carolina heimische Diamantschildkröten fraßen überwiegend die Schnecke Littorina irrorata. Einen weit geringeren Anteil an der Gesamtnahrung hatte die Schneckenart Melampus lineatus sowie Winkerkrabben. In der Chesapeake Bay fressen die Schildkröten Sandklaffmuscheln und mehrere Muschelarten aus der Gattung Tagelus, Macoma und Gemma. Der Kot von an der nordwestlichen Küste Floridas lebenden Schildkröten bestand zu 83 Prozent aus Überresten der Muschelart Mulina lateralis.

## Lebensweise

### Anpassungsmechanismen an ein Leben in Salz- und Brackwasser
Diamantschildkröten sind durch spezifische Mechanismen in der Lage, die Salzkonzentration in ihrem Blut und anderen Körperflüssigkeiten auf einem Niveau zu halten, das etwa einem Drittel der Salinität von Meerwasser entspricht. Während bei anderen Neuwelt-Sumpfschildkröten bereits ein kurzfristiger Aufenthalt im Meerwasser mit einer Salinität von 30 bis 35 ppt zu einer osmotischen Dehydratisierung führen würde, erlauben diese Mechanismen der Diamantschildkröte, über mehrere Wochen in solchen Gewässern zu überleben.
Diamantschildkröten weisen hinter dem Auge eine Salzdrüse auf, über die überschüssiges Salz ausgeschieden werden kann. Eine ähnliche Drüse findet sich auch bei Meeresschildkröten. Die stammesgeschichtliche Abstammung weist aber darauf hin, dass Meeresschildkröten und die Diamantschildkröte diese Drüse unabhängig voneinander entwickelten. Über diese Drüse scheidet die Diamantschildkröte auch deutlich weniger Salz aus, als dies für andere im Meerwasser lebende Reptilien typisch ist. Die Außenhaut der Diamantschildkröte weist sowohl eine geringe Salz- als auch Wasserdurchlässigkeit auf.
Anders als die Meeresschildkröten ist die Diamantschildkröte darauf angewiesen, Süßwasser zu trinken. Sie ist in der Lage, Süßwasser sehr schnell aufzunehmen und dieses subkutan im Körper zu speichern. In Süßwasser lebende Diamantschildkröten weisen daher ein bis zu doppelt so hohes Körpergewicht auf wie vergleichbar große Diamantschildkröten, die sich länger in Meerwasser aufgehalten haben. Auch ihr Nahrungsverhalten unterscheidet sich in Abhängigkeit von der Salinität des sie umgebenden Wassers. Dabei fressen die Schildkröten umso mehr, je niedriger die Salinität ist und vermeiden damit, dass sie hohe Salzmengen zu sich nehmen.
In Brack- oder Meereswasser lebende Diamantschildkröten trinken nach Regenfällen die dünne Schicht von Süßwasser ab, die sich dann auf der Wasseroberfläche befindet. Dieser Süßwasserfilm ist in der Regel dünner als zwei Millimeter. Um an das Wasser zu gelangen, beugen die an der Wasseroberfläche schwimmenden Schildkröten den Hals so, dass sich das Maul in einer Höhe mit dem Film befindet. Diamantschildkröten wurden auch schon dabei beobachtet, wie sie während eines Regens mit geöffnetem Maul Regentropfen aufnehmen oder auf dem Körper von Artgenossen befindliche Süßwassertropfen abtrinken.

### Anpassungen an Temperaturschwankungen
Die Diamantschildkröte ist nicht in der Lage, ihre Körpertemperatur durch Stoffwechselaktivitäten zu halten. Ihre Körpertemperatur und damit ihr Aktivitätsspektrum sind im Wesentlichen von der Umgebungstemperatur bestimmt.
Bei Wassertemperaturen unter 15 Grad stellen Diamantschildkröten die Nahrungsaufnahme ein und bei Wassertemperaturen unter 13 Grad beginnt bei ihnen die Winterruhe. Die Winterruhe der an der Küste von Cape Cod lebenden Diamantschildkröten währt von Oktober bis April und ist die längste, die von Diamantschildkröten eingehalten wird. Bei den an der südlichen Küste Floridas lebenden Diamantschildkröten kommt dagegen nach derzeitigem Wissensstand keine Winterruhe vor.
Die detaillierte Funktionsweise der Winterruhe bei Diamantschildkröten ist noch nicht hinreichend untersucht. So weiß man beispielsweise nicht, ob die Winterruhe durch den Temperaturabfall oder die verringerte Verfügbarkeit von Nahrung ausgelöst wird und wie es die Schildkröten während ihrer langen Winterruhe vermeiden, durch einen Anstieg des Salzgehaltes im Blut und ihrer übrigen Körperflüssigkeit zu dehydratisieren. Die Wahrscheinlichkeit, dass die Diamantschildkröten die Winterruhe überleben, scheint nicht davon beeinflusst zu sein, ob sie im Süß- oder Brackwasser überwintern.
Diamantschildkröten überwintern in der Regel in Buchten, die den Gezeiten ausgesetzt sind. Bei einer Untersuchung der Überwinterungsplätze an der Küste von Cape May, New Jersey, fand man Schildkröten im Bodenschlamm an Stellen, die während der Ebbe zwischen 1,5 und 2,5 Meter unterhalb des Wasserspiegels lagen. Während die meisten Schildkröten einzeln überwinterten, fand man unterhalb von unterspülten Uferböschungen auch gemeinschaftlich überwinternde Tiere. Ein Teil der insgesamt 311 gefundenen Schildkröten hatte sich in der schlammigen Uferböschung zwischen 15 und 50 Zentimeter tief eingegraben. Während der Winterruhe ist der gesamte Stoffwechsel der Schildkröten stark verlangsamt, so dass sie über mehrere Monate ohne Nahrung auskommen können. Über die Kloake sind sie außerdem in der Lage, sich einen Teil des im Wasser enthaltenen Sauerstoffs zu erschließen.
Neben der Winterruhe sind Diamantschildkröten auch in der Lage, in eine Trocken- oder Hitzestarre zu verfallen. Auch hierzu graben sich die Schildkröten im Sediment ein und überstehen damit längere Hitzeperioden mit geringem Niederschlag. Diese Form der Sommerruhe ist vor allem bei den an der Südspitze Floridas lebenden Diamantschildkröten zu beobachten.
Außerhalb der Winterruhe erreichen Diamantschildkröten die für sie optimale Körpertemperatur durch Sonnenbäder. Sie begeben sich gelegentlich dazu an Land. Typischer sind jedoch Sonnenbäder, bei denen sie mit weit abgespreizten Vorder- und Hinterbeinen an der Wasseroberfläche treiben. Die Sonnenbäder tragen außerdem dazu bei, einen eventuellen Algen- oder Pilzwuchs auf dem Panzer zu reduzieren.

## Fortpflanzung

### Paarungsverhalten
Über das Paarungsverhalten der Diamantschildkröten ist bis jetzt nur sehr wenig bekannt. Alle Erkenntnisse basieren auf wenigen Studien und der Beobachtung einer geringen Anzahl sich paarender Tiere. Hauptpaarungszeit ist das späte Frühjahr, auch wenn Diamantschildkröten später im Jahr während des Paarungsaktes beobachtet werden.
Die Schildkröten sammeln sich während der Hauptpaarungszeit in bestimmten Buchten. Es ist bislang unbekannt, welche Faktoren diese Versammlungen auslösen. Paarungsbereite Weibchen treiben an der Wasseroberfläche. Sich nähernde Männchen beschnüffeln zunächst die Kloakenregion der Weibchen und besteigen dann das Weibchen. Die Paarung dauert nur eine bis zwei Minuten. Weibchen können Samen für mehrere Jahre speichern. Paaren sie sich mit mehreren Männchen, können die Eier eines Geleges unterschiedliche Väter haben. Aus Schildkrötenfarmen weiß man, dass weibliche Diamantschildkröten noch vier Jahre später befruchtete Eier legten, ohne dass sie mit einem Männchen Kontakt hatten.

### Das Gelege
Weibchen können mehr als ein Gelege pro Jahr legen. Bei in Gefangenschaft gehaltenen Diamantschildkröten hat man bis zu fünf Gelege pro Jahr gezählt. In freier Natur scheinen zwei bis drei Gelege die normale Anzahl zu sein.
Die Weibchen nutzen für die Eiablage sandige und von Pflanzenbewuchs weitgehend freie Stellen, die oberhalb der Flutmarken liegen. An Küstenabschnitten, an denen nur wenige Stellen für die Anlage von Gelegen geeignet sind, kann die Gelegedichte sehr hoch sein. An einem Brutort auf Rhode Island hat man 446 Gelege je Hektar gezählt. Die Weibchen kehren grundsätzlich jedes Jahr zu denselben Gelegestellen zurück.
Befinden sich geeignete Gelegestellen weit von den Marschen entfernt, besteht für die Weibchen die Gefahr, auf dem Weg zu den Gelegestellen zu dehydrieren oder zu überhitzen. Gegenüber der Nachstellung durch Fressfeinde sind die Weibchen weitgehend geschützt, weil sie mit ihrer Panzerfärbung mit der Umgebung verschmelzen.
Hat das Weibchen eine geeignete Stelle gefunden, benötigt sie etwa 30 Minuten, um die Nestgrube zu graben. Dabei wird zunächst mit Schnauze und den Vorderbeinen die gewählte Stelle geglättet. Mit den Hinterbeinen gräbt die Diamantschildkröte dann ein bis zu 24 Zentimeter tiefes Loch. Die eigentliche Gelegekammer, in der sich die Eier befinden, ist im Mittel 4,7 Zentimeter tief und 7,3 Zentimeter breit. Wie tief sich die Gelegekammer unterhalb der Erdoberfläche befindet, hat Einfluss auf die Schlupfrate. In zu flachen Nestern entwickeln sich die oberen Eier nicht, in zu tiefen schlüpfen keine Jungen aus den unteren Eiern. Die optimale Tiefe für ein Gelege scheint bei 18 Zentimetern zu liegen. Nach dem Legen bedeckt das Weibchen die Eier so mit dem ausgegrabenen Sand, dass die Stelle von der übrigen Umgebung nicht zu unterscheiden ist.
Die Eier sind weißlich bis leicht rosafarben und oval. Ihre Schalen sind weich und dadurch wenig zerbrechlich. Die Schalen härten erst innerhalb der ersten 24 Stunden aus, sind jedoch immer etwas robuster als gleich große Vogeleier. Die Gelegegröße variiert in Abhängigkeit von der geographischen Verbreitung. Tendenziell legen Diamantschildkröten im Süden des Verbreitungsgebietes kleinere Gelege. In Florida beträgt die durchschnittliche Gelegegröße 6,7 Eier, während sie in der Chesapeake-Bay bei 12,3 Eiern liegt. Barbara Brennessel geht davon aus, dass es sich in den klimatisch günstigeren Regionen für die Schildkröten auszahlt, mehrere kleine Gelege zu legen. Im Norden ist dagegen das Zeitfenster, in dem ein Schildkrötengelege heranreifen kann, wesentlich kleiner und es daher für den Fortpflanzungserfolg der Schildkröten erfolgversprechender, wenige Gelege mit einer größeren Anzahl an Eiern anzulegen.
Die durchschnittliche Bebrütungsdauer eines Geleges liegt zwischen sechzig bis neunzig Tagen. Die Dauer, bis der aus einem Ei eine junge Schildkröte schlüpft, hängt von der Umgebungstemperatur und -feuchtigkeit ab.

### Geschlechterverhältnis
Das Geschlecht schlüpfender Diamantschildkröten wird durch die Umgebungstemperatur des Geleges bestimmt. Diese Temperaturabhängige Geschlechtsbestimmung ist für die meisten Schildkrötenarten charakteristisch. Unter Laborbedingungen schlüpften aus Gelegen, die bei einer Temperatur unter 28 Grad gehalten wurden, ausschließlich Männchen. Lag die Temperatur durchgängig über 30 Grad, schlüpften überwiegend weibliche Diamantschildkröten. In der freien Natur sind die Gelege stärkeren Temperaturschwankungen unterworfen. Welchen Temperaturschwankungen ein einzelnes Ei ausgesetzt ist, ist abhängig von seiner relativen Lage innerhalb des Geleges. Die an der Gelegeoberseite befindlichen Eier sind größeren Temperaturschwankungen ausgesetzt als die an der Unterseite.
Das Geschlecht von frisch geschlüpften Schildkröten kann durch äußerliche Merkmale nicht festgestellt werden. Dazu sind entweder aufwendige Endoskopien notwendig oder die jungen Schildkröten müssen getötet und seziert werden. Aus diesem Grund ist bis jetzt nur sehr wenig über die Korrelation von Umgebungstemperatur des Geleges und Geschlechtsverhältnis bekannt. Auch das natürliche Verhältnis zwischen der Anzahl von Männchen und Weibchen lässt sich nur sehr schwer ermitteln. Wie einzelne Studien gezeigt haben, werden mit derselben Fangmethode in derselben Region jahreszeitlich abhängig unterschiedlich viele Männchen und Weibchen gefangen. Die Sterblichkeitsrate ist je nach Gebiet geschlechtsabhängig unterschiedlich hoch. Ausgewachsene Männchen ertrinken wegen ihrer geringeren Größe eher als Weibchen in Krabbenfallen. Andererseits werden wesentlich mehr Weibchen im Straßenverkehr überfahren. In Gebieten mit einem hohen anthropogenen Einfluss lässt sich daher über das natürliche Geschlechtsverhältnis ausgewachsener Tiere nichts mehr aussagen. Von Anfang des 20. Jahrhunderts unternommenen Versuchen, Diamantschildkröten kommerziell in Farmen zu züchten, weiß man jedoch, dass die höchste Reproduktionsrate mit einem Verhältnis von einem Männchen zu je fünf Weibchen erzielt werden konnte.

### Die jungen Schildkröten

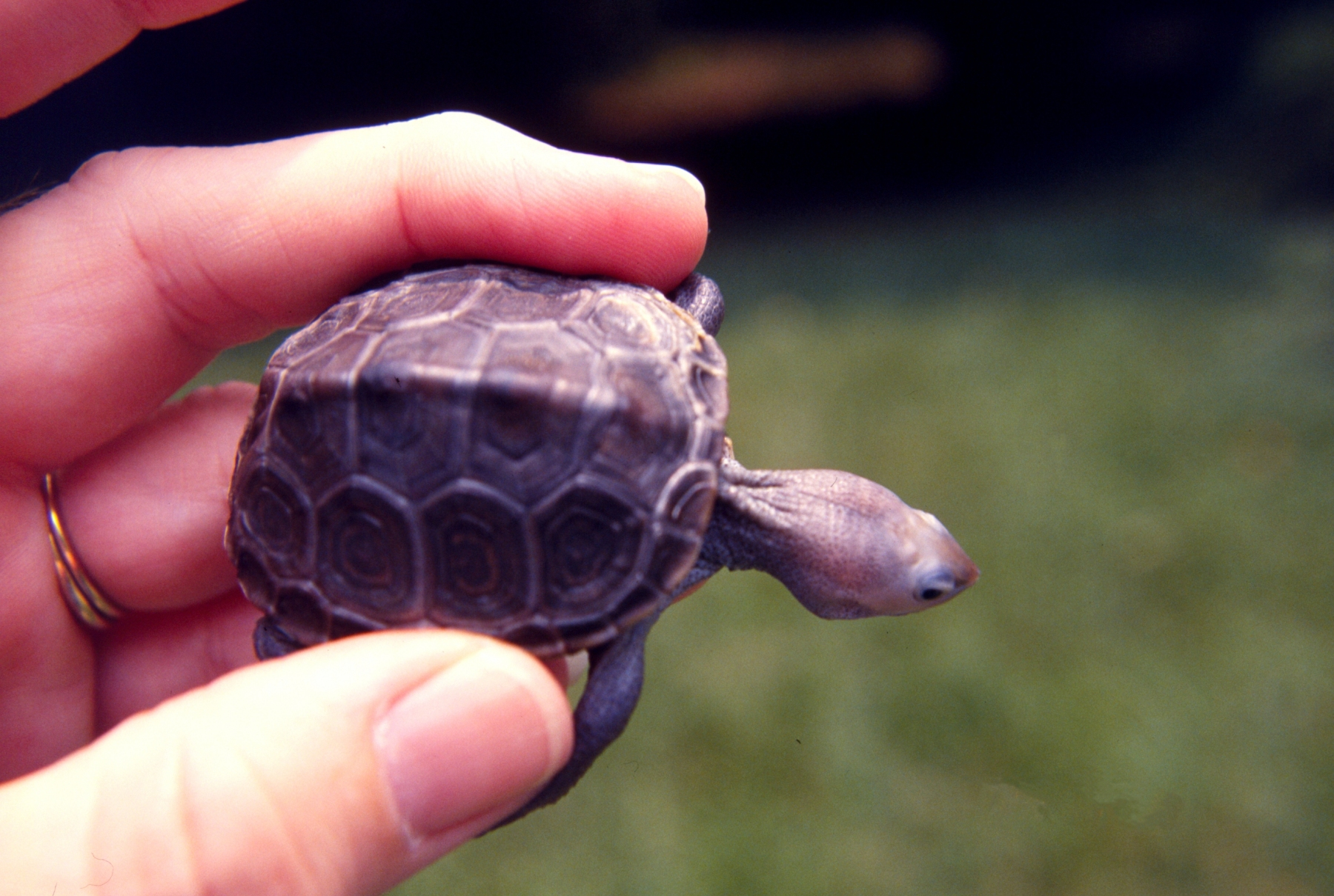
Junge Diamantschildkröte

Junge Diamantschildkröten weisen ähnlich wie viele andere Schildkrötenarten am Schnauzenende einen Eizahn auf. Er besteht aus einer Keratinverdickung, die innerhalb weniger Wochen wieder verschwindet. Mit diesem Eizahn schneiden sie die Eihülle auf.
Der Schlupfzeitpunkt eines Geleges ist im Herbst und kann sich über mehrere Tage erstrecken. Einige Jungtiere ziehen es sogar vor, die Nestgrube erst nach der Winterruhe zu verlassen. Ihre Überlebenschancen steigen dadurch nicht: Nach dem Schlupf der ersten Tiere steigt die Wahrscheinlichkeit, dass Räuber das Gelege finden und die schlupfbereiten Schildkröten fressen. Junge Schildkröten, die das Nest verlassen, suchen in aller Regel sofort Deckung unter niedrig stehenden Pflanzen auf. Sie sind dann etwa so groß wie eine Ein-Euro-Münze und wiegen fünf Gramm. Über die ersten Lebensjahre der Diamantschildkröten ist nur sehr wenig bekannt. Tendenziell halten sich junge Diamantschildkröten aber in den küstennäher liegenden Teilen der Salzmarschen auf und nutzen flachere Wasserzonen als die erwachsenen Tiere.
Junge Diamantschildkröten mit einem Körpergewicht unter 50 Gramm weisen im Vergleich zu adulten Schildkröten eine geringere Anpassungsfähigkeit an eine hohe Salinität des sie umgebenden Wassers auf. Studien legen nahe, dass sie sich vor Erreichen dieses Gewichtes am besten entwickeln, wenn der Salzgehalt bei 8 ppt liegt. In freier Natur erreichen sie dieses Körpergewicht meist nicht vor dem Abschluss des ersten Lebensjahres und mitunter erst im Alter von drei Jahren. Über das Heranwachsen der jungen Schildkröten ist allerdings bis jetzt wenig bekannt und es gibt eine Reihe von Hinweisen, die nahelegen, dass sich die Schildkröten während der Frühphase ihres Heranwachsens überwiegend an Land versteckt unter Salzpflanzen aufhalten.

### Erreichen der Geschlechtsreife
Diamantschildkröten erreichen ihre Geschlechtsreife umso früher, je weiter sie in klimatisch begünstigten Regionen leben. Für das Erreichen der jeweiligen Geschlechtsreife ist dabei die erreichte Körpergröße ausschlaggebender als das Lebensalter. Da die jährliche Wachstumsphase der im Norden lebenden Diamantschildkröten temperaturbedingt kürzer ist als die der im Süden lebenden, sind sie in der Regel älter, wenn sie sich das erste Mal fortpflanzen.
Weibchen der südlichen Diamantschildkröten pflanzen sich gelegentlich schon im vierten Lebensjahr fort, während die an der Küste von Cape Cod lebenden Weibchen knapp zehn Jahre alt sind, bevor sie das erste Mal Eier legen. Männchen der im Süden lebenden Diamantschildkröten können sich ab ihrem dritten Lebensjahr fortpflanzen, während im Norden die Männchen zwischen fünf und acht Jahre alt sind, bevor sie sich das erste Mal mit einem Weibchen paaren.

### Lebensalter
Schildkröten sind für ihr langes Leben bekannt. Belegt ist, dass einzelne Individuen bestimmter Schildkrötenarten zwischen 160 und 200 Jahre alt wurden. Bei diesen Rekordinhabern handelt es sich jedoch ausschließlich um landlebende Schildkröten. Bei den im Wasser lebenden Schildkröten vermutet man, dass ihr maximales Lebensalter deutlich niedriger ist.
Für die Diamantschildkröte liegen bis jetzt noch keine ausreichenden Daten vor, die einen Rückschluss auf ihr maximales Lebensalter erlauben. Mit einer Markierung von einzelnen Individuen hat man erst in den frühen 1980er-Jahren begonnen. Da einige Tiere zu diesem Zeitpunkt bereits geschlechtsreif waren und beim Wiederauffund zwanzig Jahre später nach wie vor keine physischen Einschränkungen aufweisen, schätzt man derzeit die Lebensspanne der Diamantschildkröte auf vierzig Jahre.

## Bestand
Diamantschildkröten führen ein sehr verstecktes Leben, so dass Bestandszahlen nur schwer zu ermitteln sind. Die Einordnung, dass es sich bei der Diamantschildkröte mittlerweile um eine bedrohte Art handelt, resultiert aus zwei Indizien. Für eine Reihe von Regionen, in denen historisch ein Vorkommen von Diamantschildkröten belegt ist, fehlen aktuelle Beobachtungen von Diamantschildkröten. Es wird daher von einem zunehmenden lokalen Aussterben der Art ausgegangen. Das gilt beispielsweise für die Nauset-Marsch, Cape Cod, wo man die letzte Diamantschildkröte 1976 beobachtet hat, sowie für einige Buchten an der Atlantikküste Floridas, wo man die letzte Diamantschildkröte 1986 fand. Auf dem Kiawah Island, South Carolina, wurden mit derselben Fangmethode wie vormals an einigen Buchten an der Atlantikküste Floridas statt zweihundert nur noch fünfzig Individuen wiedergefangen.
Als besorgniserregend gilt die Beobachtung, dass in einer Reihe von Regionen eine nicht ausreichende Anzahl jüngerer Weibchen nachwächst, so dass die Population allmählich überaltert. Wissenschaftliche Untersuchungen kommen zu dem Ergebnis, dass ganze Altersklassen in der Population fehlen. Das weist darauf hin, dass die Schlupfquoten deutlich gesunken sind oder sich die Überlebensrate der frisch geschlüpften Schildkröten verändert hat.
Die IUCN hat die Art der Diamantschildkröte zuletzt 1996 in Hinblick auf ihre Bestandsgefährdung bewertet und sie als „near threatened“ – potenziell gefährdet – eingestuft. Diese Einstufung drückt aus, dass die Tierart nicht unmittelbar in ihrem Bestand gefährdet ist, dass sie jedoch beobachtet werden muss.

### Erhöhter Druck durch Fressfeinde
Eine ausgewachsene Diamantschildkröte hat nur wenige Prädatoren, die ihr nachstellen. Bedroht sind vor allem die Gelege, frisch geschlüpfte und heranwachsende Schildkröten und die klein bleibenden Männchen.

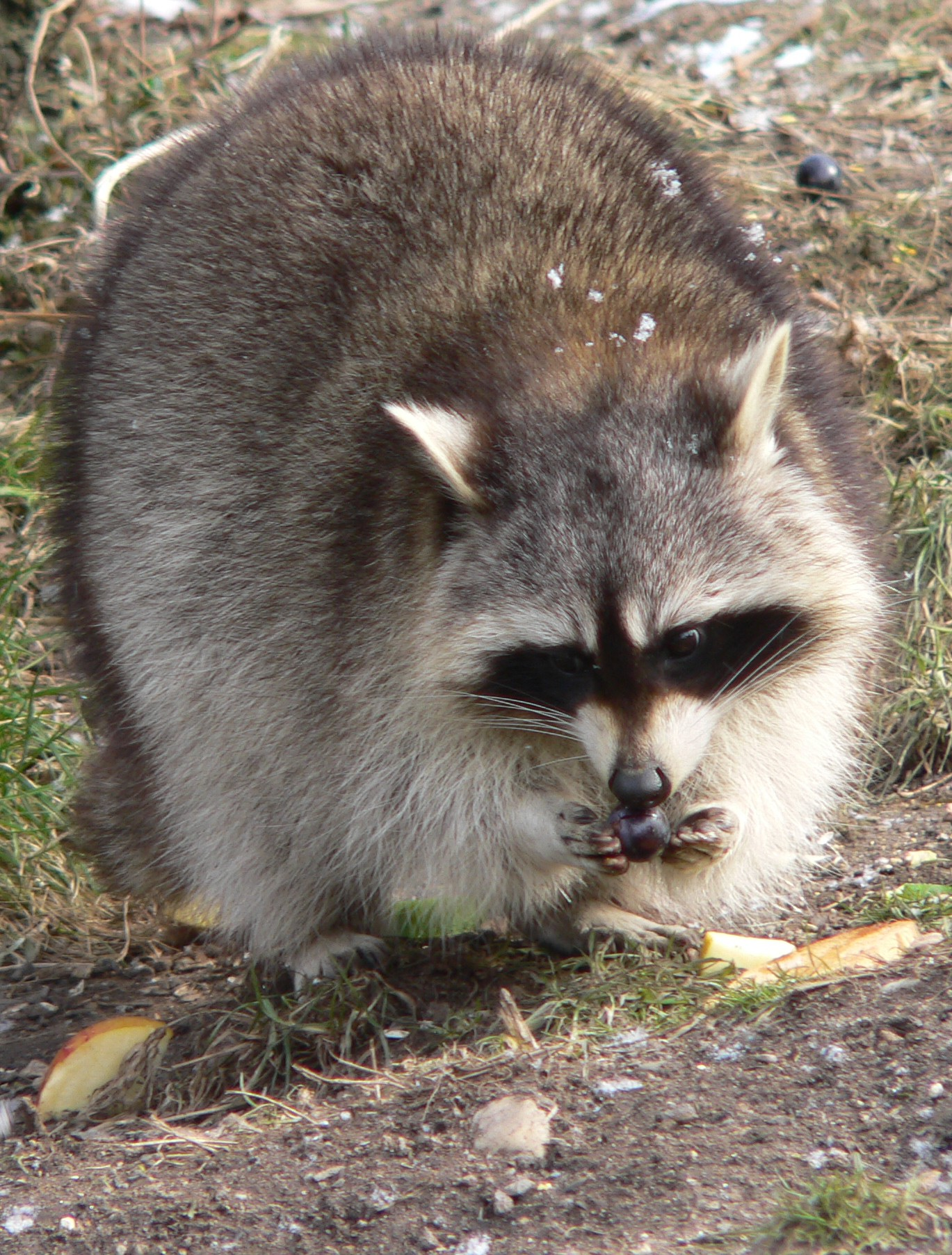
Waschbären zählen zu den Prädatoren, die besonders häufig Gelege ausrauben

Waschbären sind in der Lage, ein frisch gelegtes Gelege in den ersten 24 Stunden anhand seines Geruches aufzuspüren. Zu den Gelegeplünderern zählen aber auch der Rotfuchs, die Amerikanerkrähe und die Fischkrähe, der Nordamerikanische Fischotter, Lachmöwen, die Westatlantische Reiterkrabbe sowie verschiedene Rattenarten. Waschbären haben außerdem gelernt, an Orten mit einer hohen Gelegedichte auf Verdacht nach Eiern zu graben.
Frisch geschlüpfte Schildkröten werden von einer Reihe von Vögeln und Säugetieren gejagt und gefressen. Dass nur wenige der jungen Schildkröten die Schlupfphase überleben, ist bei einer ganzen Reihe von Schildkrötenarten zu beobachten. Auch bei anderen Schildkröten wird beobachtet, dass Fressfeinde sich auf die Schlupfzeiten einstellen. Zu den Schutzmechanismen, die junge Diamantschildkröten entwickelt haben, zählt, dass sie unmittelbar nach dem Schlupf Schutz im Pflanzenbewuchs der Salzmarschen suchen.
Es besteht wissenschaftlicher Konsens, dass der Druck durch Fressfeinde auf die Diamantschildkröte zugenommen hat. Die Küstenregionen, in denen sie leben, grenzen regelmäßig an Gebiete an, die wegen ihres landschaftlichen Reizes und hohen Freizeitwertes zu begehrten menschlichen Wohnorten gehören. Die Siedlungsdichte hat hier während des letzten Jahrhunderts deutlich zugenommen. Eine Reihe von Fressfeinden der Diamantschildkröte sind Kulturfolger des Menschen. Die Bestandsdichte der in Nordamerika eingeführten Wanderratte, des Waschbären und einiger Marderarten ist durch die Siedlungsnähe des Menschen in den Brutgebieten der Diamantschildkröte angestiegen. Welch drastischen Einfluss dies auf den Schlupferfolg haben kann, zeigen zwei nebeneinanderliegende Strandabschnitte an der Küste von Long Island. Einer der beiden Strandabschnitte ist öffentlich zugänglich und zählt auch abends zu den beliebten Treffpunkten von Jugendlichen. Die Anwesenheit von Menschen hält die Schildkröten nicht davon ab, ihre Nester anzulegen und Eier abzulegen. Sie hält jedoch offenbar Prädatoren fern, die die frischen Gelege plündern. Im angrenzenden Strandabschnitt, der der Öffentlichkeit nicht zugänglich ist, werden dagegen eine sehr große Zahl von Gelegen unmittelbar nach der Ablage ausgeraubt. In beiden Abschnitten werden frisch geschlüpfte Diamantschildkröten jedoch in hohem Grade von Wanderratten gefressen.
Ähnliche Erfahrungen hat man im Jamaica Bay Wildlife Refuge gemacht. Dieses kleine Reservat liegt in Queens unweit des John-F.-Kennedy-Airports in New York und besteht unter anderem aus einer Reihe kleinerer Inseln. Trotz der schlechten Wasserqualität werden dort jährlich etwa 2000 Gelege von Diamantschildkröten gezählt. Dieser Ort ist damit einer der größten bekannten Gelegeorte dieser Schildkrötenart. Seit den späten 1980er-Jahren haben sich im Reservat allerdings Waschbären angesiedelt. Mittlerweile werden 90 Prozent der Gelege durch Waschbären ausgeraubt. Vereinzelt töten die Waschbären sogar die eierlegenden Weibchen und fressen sie auf.

### Bestandseinflüsse durch den Menschen

#### Vom Grundnahrungsmittel zur Delikatesse
Vom 18. bis zum frühen 20. Jahrhundert wurden Diamantschildkröten in hoher Zahl gefangen. Sie dienten anfänglich als preisgünstiges Grundnahrungsmittel, das in einigen südlichen Küstenstaaten der USA so häufig Sklaven vorgesetzt wurde, dass sie dagegen streikten. Ein ganzer Wagen beladen mit Diamantschildkröten konnte für einen Dollar gekauft werden. In North Carolina war bei der Netzfischerei der Beifang von Diamantschildkröten gelegentlich so hoch, dass Fischer ihre Netze nicht einbringen konnten. Im Laufe des 19. Jahrhunderts avancierte die Diamantschildkröte parallel zu den zurückgehenden Fangquoten allmählich zur Delikatesse. In der zweiten Hälfte des 19. Jahrhunderts bestand der erste Gang eines Galadiners aus Schildkrötensuppe. Im Weißen Haus zählte Schildkrötensuppe während der Präsidentschaft von William Howard Taft zu den Gerichten, die zum Lunch bevorzugt serviert wurden. Dazu trank man Champagner. Diamantschildkröten wurden von der Ostküste der USA aus sogar nach Berlin und Paris exportiert. Anfang des 20. Jahrhunderts zahlte man für ein Dutzend großer Diamantschildkröten zwischen 96 und 125 US-Dollar. Das U.S. Bureau of Fisherie unternahm Versuche, Diamantschildkröten in Farmen zu züchten und heranzuziehen. Erst in den 1920er- und 1930er-Jahren kamen Diamantschildkröten als Delikatesse zunehmend aus der Mode. Barbara Brennessel macht dafür drei Faktoren verantwortlich. Während der Weltwirtschaftskrise konnten sich immer weniger Personen den Kauf dieser Delikatesse erlauben. Die Zubereitung einer Diamantschildkröte für eine Suppe oder Ragout ist arbeitsaufwendig und brutal. Einige Rezepte verlangen, dass die Diamantschildkröte lebend in ihrem Panzer geröstet wird. Da immer weniger Familien Dienstboten beschäftigten, denen man diese Arbeit übertragen konnte, wichen nach Ansicht von Brennessel Hausfrauen auf einfacher zuzubereitende Gerichte aus. Eine Rolle hat möglicherweise auch die Prohibition gespielt. Schildkrötengerichte werden gewöhnlich mit Madeira abgeschmeckt.
Da besonders die großen Schildkröten nachgefragt wurden, wurden vor allem die für den Populationsbestand wichtigen geschlechtsreifen Weibchen gefangen. Der allmähliche Rückgang der Fangquoten während dieser Zeit ist ein sicheres Indiz dafür, dass die Fischerei einen wesentlichen negativen Einfluss auf die Bestandsentwicklung der Diamantschildkröten hatte. Untersuchungen an anderen Schildkrötenarten wie etwa der Macrochelys temmincki belegen gleichfalls, dass aufgrund der niedrigen Reproduktionsrate selbst geringe Fangquoten zu signifikanten Populationseinbrüchen führen.
In der Chesapeake-Bay dürfen von dafür lizenzierten Fischern nach wie vor Schildkröten zum Verzehr gefangen werden. Die jährliche Fangquote wird auf 10.000 Tiere geschätzt. Nachgefragt werden Schildkröten als Nahrungsmittel vor allem durch ethnische Minderheiten wie etwa Chinesen. Der Einzelhandelspreis pro Schildkröte lag in den frühen 2000er-Jahren auf New Yorker Märkten bei etwa 20 US-Dollar.

#### Bestandsverluste durch den Beifang bei der Krabbenfischerei

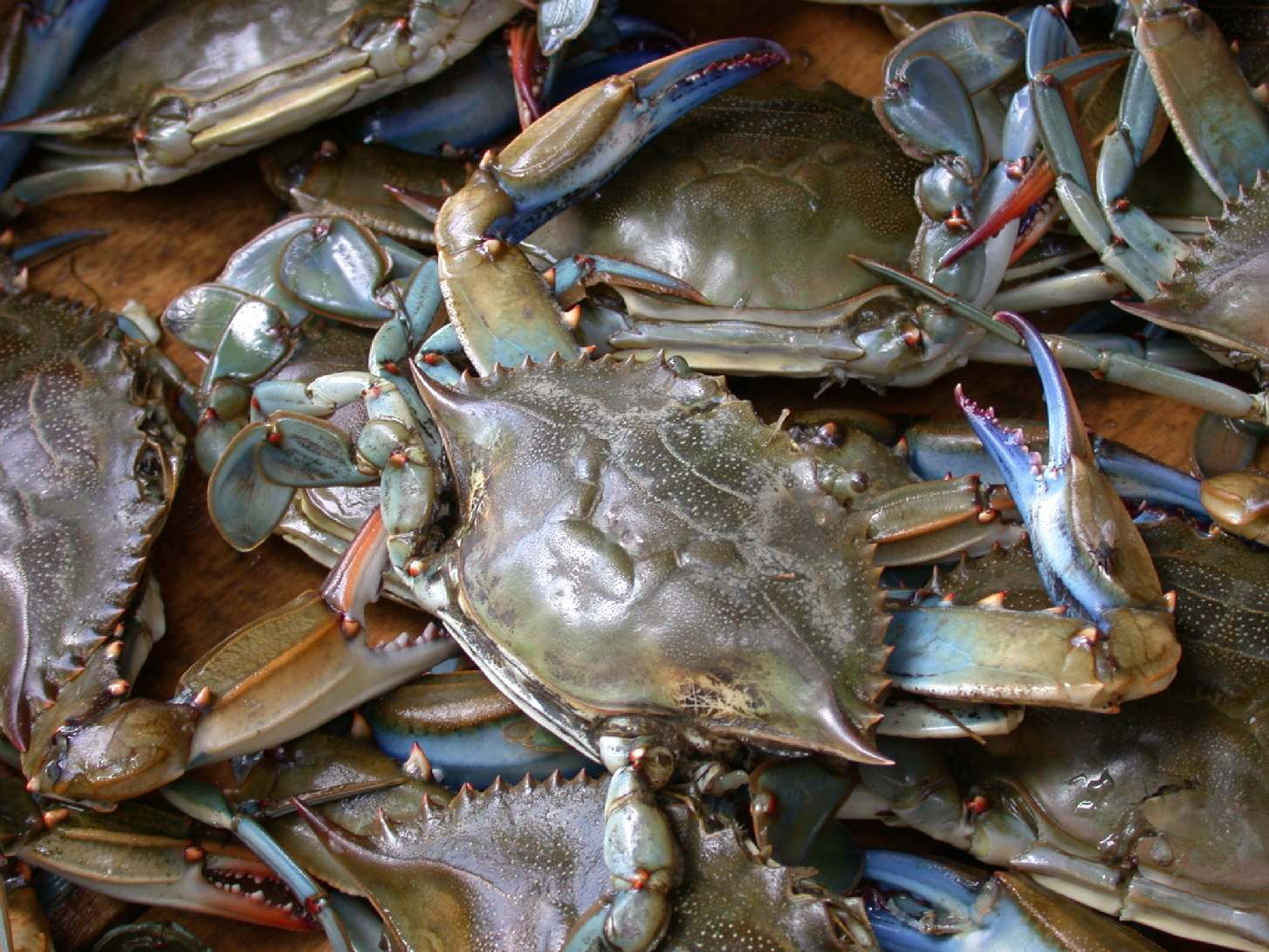
Blaukrabben

Dort, wo an der nordamerikanischen Ostküste jedoch mit Fallen nach Blaukrabben (Callinectus sapidus) gefischt wird, ist die Beifangquote von Diamantschildkröten hoch. Die Bestandsbedrohung, die davon ausgeht, ist sehr viel größer als die der nach wie vor erlaubten kommerziellen Fischerei auf Diamantschildkröten. Eine mittlerweile mehr als 20 Jahre alte Studie schätzte den täglichen Beifang durch die 743 kommerziellen Krabbenfischer auf 2500 Diamantschildkröten. Als Luftatmer ersticken die Diamantschildkröten innerhalb weniger Stunden, wenn sie in diese Fallen gehen. Zu den eingeleiteten Schutzmaßnahmen zählen daher Krabbenfallen, die so konstruiert sind, dass Schildkröten nicht an die darin ausgelegten Köder gelangen können.

#### Bestandsverluste durch Straßenverkehr
Einen wesentlichen negativen Einfluss auf den Bestand der Diamantschildkröte hat der Straßenverkehr. Straßen, die die Küstengebiete touristisch erschließen, verlaufen häufig durch die Niststandorte der Diamantschildkröte. Auf dem Weg dorthin werden regelmäßig vor allem die für den Bestandserhalt wichtigen geschlechtsreifen und eiertragenden Weibchen überfahren. In einer eher ungewöhnlichen Maßnahme zum Erhalt der Diamantschildkröte werden in New Jersey seit 1997 diese überfahrenen Tiere vom Wetland Institute in Stone Harbor, New Jersey, und vom Richard Stockton College of New Jersey seziert, die unbeschädigt gebliebenen Eier entnommen und künstlich ausgebrütet.

### Künstliche Aufzucht als Schutzmaßnahme
In den USA gibt es mehrere Initiativen, die sich zum Ziel gesetzt haben, den kommerziellen Handel mit Diamantschildkröten gesetzlich verbieten zu lassen. Darüber hinaus werden frisch gelegte Nestgruben geschützt, indem sie mit Drahtkörben umgeben werden, so dass Prädatoren die Gelege nicht mehr ausgraben können.
Headstarting ist eine weitere, teils umstrittene Maßnahme, um die Bestandszahlen zu erhöhen. Dabei werden in der Regel Eier künstlich ausgebrütet und die jungen Schildkröten bei erhöhten Haltetemperaturen und regelmäßiger Fütterung durch den ersten Winter gebracht. Auf die sonst in freier Natur vorkommende Winterruhe wird verzichtet. Solche Diamantschildkröten haben am Ende ihres ersten Winters eine Größe erreicht, die denen von zwei- bis dreijährigen Schildkröten in freier Natur entspricht. Werden die Tiere dann ausgesetzt, ist die Wahrscheinlichkeit, dass sie Prädatoren zum Opfer fallen, sehr viel geringer.
Die künstliche Aufzucht wird bei einer Reihe von Schildkrötenarten angewendet. Die Methode ist aus einer Reihe von Gründen umstritten. Noch ist nicht bewiesen, dass auf solche Art herangezogene Schildkröten sich einem Leben in freier Wildbahn anpassen. Es gilt auch als nicht hinreichend belegt, dass diese Schildkröten sich fortpflanzen, wenn sie die Geschlechtsreife erreicht haben. Bei der Diamantschildkröte sind die meisten Headstarting-Programme daher auf Gelege begrenzt, bei denen keine oder eine nur sehr geringe Wahrscheinlichkeit besteht, dass die darin enthaltenen Eier zum Schlupf kommen.

## Systematik
Die Diamantschildkröte gehört zu den Halsberger-Schildkröten, die sich während der Jurazeit vor 180 Millionen Jahren zu entwickeln begannen und mit 13 Familien heute noch vertreten sind. Die zu diesen Gruppen gehörenden Schildkröten können ihren Kopf in den Panzer zurückziehen. Die Halswirbel dieser Tiere sind zu diesem Zweck speziell geformt, damit sich das Rückgrat S-förmig krümmen kann. Die Familie, denen die Diamantschildkröten zugerechnet werden, ist die der Neuwelt-Sumpfschildkröten.
Fossilienfunde an der Küste von South Carolina legen nahe, dass die Diamantschildkröte sich im Pleistozän entwickelte. Einige Details des Schädels und des Schildkrötenpanzers zeigen eine enge Verwandtschaft zu den nur im Süßwasser lebenden Höckerschildkröten an. Beiden Arten fehlen bei den Pterygoid-Teilen des Oberschädels die seitlichen Fortsätze hin zum Basioccipitale. Am Ende des Carapax ist zu erkennen, dass sich Furchenabdrücke der Postcentralschilder auf der Pygalplatte befinden.
Die Diamantschildkröte entwickelte sich entweder aus der Gattung der Höckerschildkröten oder beide Gattungen stammen von einem gemeinsamen, ebenfalls an Süßwasser gebundenen Vorfahren ab. Die evolutionäre Entwicklung der salztoleranten Diamantschildkröte aus einer im Süßwasser lebenden Art erfolgte möglicherweise zunächst über eine Verhaltensanpassung, bei der die Schildkröten Salzwasser nur während des Fressens aufnahmen. Solch ein Verhalten findet man beispielsweise auch bei den in Süßwasser lebenden Schnappschildkröten, die so kurzfristig in Wasser mit einem erhöhten Salzgehalt überleben können. Dem folgte zunehmend eine allmähliche physiologische Anpassung, die zur Entwicklung von Drüsen führte, über die Salz ausgeschieden werden konnte. Diamantschildkröten erschlossen sich über diese Anpassungen einen an Nahrung reichen Lebensraum, den sie nur mit wenigen Fresskonkurrenten teilen mussten.